# Bicinium
Een bicinium (meervoud: bicinia) is een tweedelige polyfone compositie (een duet), meestal uitgevoerd door de docent en de student. Het woord bicinium kent 2 betekenissen:
- Een 2-delig muziekstuk uit de renaissance of barok, voornamelijk vocaal van aard. Instrumentale versies kwamen minder frequent voor.
- Een 2-delig muziekstuk dat werd gebruikt in het onderwijs, met een educatieve functie, veelal in protestante gebieden.

De term werd voor het eerst gebruikt door Jan z Lublina, een Pools componist, in een traktaat uit 1540. De 2 daaropvolgende eeuwen was dit soort muziek bijzonder populair in Duitstalige gebieden, waarbij heel wat boeken met bicinia werden uitgegeven. Het bicinium was ook populair in de Lage Landen, tot zelfs in Italië. Voornamelijk het educatieve aan het bicinium was erg in trek, voornamelijk in de protestantse wereld. Maarten Luther was van oordeel dat kinderen zowel muziek als psalmen moesten leren. Bicinia boden hiervoor de oplossing: psalmen op muziek.
Een variatie voor 3 stemmen heet een tricinium.